# Guerres Balcàniques
Les Guerres Balcàniques són els conflictes armats esdevinguts el sud-est d'Europa entre 1912 i 1913.
A la Primera Guerra Balcànica, quatre estats que formaven la Lliga Balcànica (Bulgària, Montenegro, Grècia, i Sèrbia) van derrotar l'Imperi Otomà, conquistant la Macedònia otomana i la major part de Rumèlia, per a després repartir-se els nous territoris.
A la Segona Guerra Balcànica, Bulgària va ser derrotada pels seus anteriors aliats i va perdre molt del que se li havia promès en un acord inicial. També es va enfrontar a un atac de Romania des del nord. L'Imperi Otomà va perdre la major part del seu territori a Europa. Encara que no participava com a combatent, Àustria-Hongria es va tornar relativament més feble a mesura que una Sèrbia molt més ampliada va impulsar la unió dels pobles eslaus del sud. La guerra va preparar l'escenari de la crisi dels Balcans de 1914 i, per tant, va servir com a "preludi de la Primera Guerra Mundial".
A principis del segle xx, Bulgària, Grècia, Montenegro i Sèrbia havien aconseguit la independència de l'Imperi Otomà, però grans elements de les seves poblacions ètniques romanien sota domini otomà. El 1912, aquests països van formar la Lliga Balcànica. La Primera Guerra dels Balcans va començar el 8 d'octubre de 1912, quan els estats membres de la Lliga van atacar l'Imperi Otomà i va acabar vuit mesos després amb la signatura del Tractat de Londres el 30 de maig de 1913. La Segona Guerra dels Balcans va començar el 16 de juny de 1913, quan Bulgària, insatisfeta amb la seva pèrdua de Macedònia, va atacar els seus antics aliats de la Lliga Balcànica. Els exèrcits combinats serbi i grec més nombrosos van rebutjar l'ofensiva búlgara i van contraatacar Bulgària des de l'oest i el sud. Romania, en no haver participat en el conflicte, tenia exèrcits intactes amb els quals atacar i va envair Bulgària des del nord, violant un tractat de pau entre els dos estats. L'Imperi Otomà també va atacar Bulgària i va avançar a Tràcia recuperant Adrianòpolis. En el Tractat de Bucarest resultant, Bulgària va conservar la majoria dels territoris que havia guanyat a la Primera Guerra dels Balcans. Tanmateix, es va veure obligada a cedir la part sud otomana de la província de Dobruja a Romania.
Les guerres dels Balcans van estar marcades per la neteja ètnica, amb totes les parts responsables de greus atrocitats contra civils, i van ajudar a inspirar atrocitats posteriors, inclosos crims de guerra durant la dècada de 1990 a les guerres iugoslaves.

## Origen del conflicte
L'Imperi Austrohongarès, després d'haver incorporat Bòsnia i Hercegovina al seu reialme el 1908 i ja l'ocupava des del Congrés de Berlín de 1878 s'esforçava a restablir la seva influència sobre de Sèrbia i sotmetre la Macedònia i les altres terres eslaves que encara eren sota el domini de l'Imperi Otomà i on es produïen contínues insurreccions. La guerra italo-turca de 1911 i les revoltes a les províncies albaneses de 1910, 1911 i 1912 van demostrar que l'Imperi estava profundament ferit i incapaç de contraatacar una altra guerra.
El 1912 es van establir una aliança entre els estats dels Balcans, coneguda amb el nom de Lliga Balcànica. La Lliga Balcànica pretenia preparar diplomàticament i militarment la lluita contra l'Imperi Otomà. Nominalment tenia l'objectiu d'aconseguir l'alliberament i la independència total d'aquells països, encara que realment el que perseguien era l'augment territorial de cada un dels seus estats membres, principalment, Bulgària, Sèrbia i Grècia, que tenien pretensions sobre Macedònia i les restes de l'Imperi Otomà als Balcans.

## Primera Guerra Balcànica

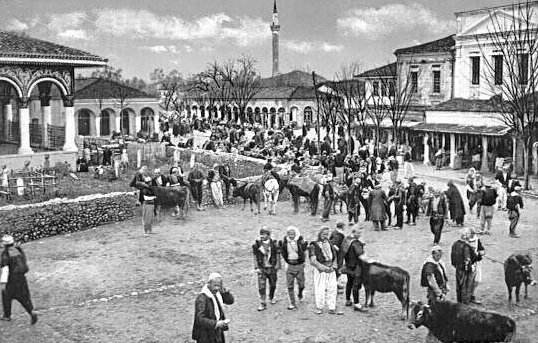
Un basar de Tirana al tombant del segle XX

El 8 d'octubre de 1912 va començar la Primera Guerra Balcànica contra l'Imperi Otomà per tal d'alliberar els eslaus i els grecs dels territoris que encara hi eren sotmesos. El Regne de Montenegro inicià les hostilitats, i immediatament els exèrcits búlgar, serbi i grec seguiren els mateixos passos. Els països de la Lliga Balcànica aconseguiren unes victòries ràpides: els búlgars guanyaren les batalles de Kırk Kilise i Lüleburgaz, prop de les ciutats turques Kırklareli i Lüleburgaz, els serbis la batalla de Kumanovo i els grecs aconseguiren ocupar Tessalònica. Les forces aliades avançaren cap a Constantinoble, però les potències occidentals els avisaren que no permetrien una ocupació de la capital i els turcs aconseguiren crear una línia de defensa al voltant de la ciutat.
Després que les tropes gregues havien capturat gran part de la Macedònia grega, Jordi I de Grècia va ser assassinat a Tessalònica, el 18 de març de 1913, el militant socialista Alexandros Schinas el va matar d'un tret per l'esquena.
La Força Aèria Búlgara va bombardejar posicions turques a Edirne mentre que la Força Aèria Grega actuava sobre els Dardanels, la primera missió de cooperació aèria naval en la història. En aquestes condicions, el 3 de desembre Turquia demanà l'armistici i es convocà una reunió a Londres. Malgrat tot, el derrocament del govern turc per part d'Enver Bei el gener de 1913 trencà les negociacions, ja que Enver es mostrà decidit a prosseguir la guerra. Les operacions militars posteriors tampoc afavoriren els turcs, i Bulgària i Sèrbia ocuparen Adrianòpolis i Grècia ocupà Janina. Després de la victòria el 30 de maig de 1913 a la Batalla d'Adrianòpolis Turquia tornà a demanar la pau, que es redactà a Londres i Grècia obtenia Tessalònica, Creta, Lesbos, Quios, i el sud de Macedònia; Sèrbia obtenia el nord de Macedònia i Bulgària obtenia Tràcia i la costa del mar Negre però aviat van sorgir les dissensions, agreujades per la ingerència d'Alemanya i d'Àustria-Hongria, que s'esforçaven a sembrar la discòrdia entre els aliats per tal de treure'n profit; a més, els Habsburg temien que la victòria dels pobles eslaus incités també els eslaus de l'Imperi a rebel·lar-se.

## Segona Guerra Balcànica

Canó otomà capturat per l'exèrcit serbi exhibit davant d'una església a Kumànovo (1912)

Bulgària, incitada per austríacs i alemanys, es va negar a acabar el conflicte amb Sèrbia i Grècia, ja que no havia quedat satisfeta amb el repartiment de Tràcia i Macedònia, i el juny del 1913 va atacar els altres dos països. Sèrbia i Grècia es van aliar amb Montenegro, Romania i l'Imperi Otomà, que esperaven guanyar o recuperar territoris a costa dels búlgars amb el nou conflicte. Així, Bulgària va ser vençuda fàcilment.
Els combats van durar trenta-tres dies i van començar amb una ofensiva búlgara que aviat va donar pas a contraofensives sèrbies i gregues. La intransigència territorial búlgara, que no es va avenir a acceptar la possessió grega de Salònica per mantenir la seva aliança amb Grècia, ni a cedir la Dobrudja Meridional per evitar l'atac romanès que va decidir la contesa, van facilitar la derrota final. Encara que els búlgars van aconseguir contenir finalment gairebé tots els avenços serbo-grecs, l'entrada en el conflicte de Romania primer i de l'Imperi otomà més tard va garantir la seva derrota. El Govern de Sofia no es va assegurar tampoc el suport decidit de Rússia, que podia haver evitat els atacs de romanesos i otomans. Tampoc va comptar amb el suport de les potències, perdut per l'atac als seus antics aliats que va desencadenar la guerra.
Un dels resultats va ser la divisió de Macedònia i de Tràcia (Tractat de Bucarest de 10 d'agost de 1913). La major part de Macedònia va quedar unida a Sèrbia, i la resta, amb el port de Salònica, va passar a Grècia, tret d'un tros que, amb la Tràcia oriental i el port de Dedeağaç a la mar Egea, va quedar en poder de Bulgària. Romania va obligar Bulgària a cedir-li la Dobrudja Meridional, mentre que l'Imperi Otomà va recuperar la ciutat d'Adrianòpolis.

## Epíleg

### El Tractat de Bucarest

Canvis territorials després de la Segona Guerra Balcànica, segons el Tractat de Bucarest:
Territoris annexionats per Romania
Albània Lliga Balcànica
Territoris annexionats per Grècia
Territoris annexionats per Bulgària
Territoris annexionats per Sèrbia
Territoris annexionats per Montenegro

L'epíleg d'aquesta guerra panbalcànica de nou mesos va ser dibuixat principalment pel tractat de Bucarest, el 10 d'agost de 1913. Delegats de Grècia, Sèrbia, Montenegro i Bulgària, acollits pel diputat de Romania van arribar a Bucarest per resoldre les negociacions. La sol·licitud de participació otomana va ser rebutjada, sobre la base que les converses havien de tractar qüestions estrictament entre els aliats dels Balcans. Les grans potències van mantenir una presència molt influent, però no van dominar els procediments. El Tractat va dividir Macedònia, va fer canvis a les fronteres dels Balcans i va establir l'estat independent d'Albània.
Sèrbia va guanyar el territori del nord-est de Macedònia, va establir les fronteres orientals amb Bulgària i va guanyar la meitat oriental del Sandjak de Novi Pazar, duplicant la seva mida. Montenegro va guanyar la meitat occidental del Sanjak de Novi-Bazar i va assegurar les fronteres amb Sèrbia. Grècia va duplicar la seva mida en guanyar el sud de l'Epir, la part més gran del sud de Macedònia, inclosa la ciutat-port de Kavala a la seva frontera oriental. Les illes de l'Egeu van ser annexionades pel Regne grec, a part del Dodecanès, i es va completar i formalitzar la unificació de Creta. Romania es va annexionar la part sud de la província de Dobruja. Bulgària, tot i ser derrotada, va aconseguir mantenir alguns guanys territorials de la Primera Guerra dels Balcans. Bulgària va abraçar una part de Macedònia, inclosa la ciutat de Strumnitza, i l'oest de Tràcia amb una costa de l'Egeu de 70 milles que inclou la ciutat portuària d'Alexandrópolis.

### Els Tractats Finals
Els delegats búlgars es van reunir llavors amb els otomans per negociar a Constantinoble. L'esperança de Bulgària de recuperar els territoris perduts a la Tràcia oriental, on el gruix de les forces búlgares havien lluitat per conquerir i molts van morir, es va veure frustrada, ja que els turcs van conservar les terres que havien recuperat en el contraatac. La línia recta d'Ainos-Midia no va ser acceptada per a la frontera oriental; les regions de Lozengrad, Lyule Burgas-Buni Hisar i Adrianòpolis van tornar als otomans. Després d'aquest Tractat de Constantinoble, el 30 de setembre de 1913, Bulgària va buscar una aliança amb l'Imperi Otomà contra Grècia i Sèrbia (en suport de les seves reclamacions a Macedònia).
Això va ser seguit pel Tractat d'Atenes, el 14 de novembre de 1913, entre turcs i grecs, que va concloure el conflicte entre ells. Tanmateix, l'estatus de les illes de l'Egeu, sota control grec, va quedar en qüestió. Sobretot les illes d'Imvros i Tenedos situades estratègicament prop de l'Estret dels Dardanels. Fins i tot després de signar aquest tractat, les relacions entre els dos països es van mantenir convulses, i la guerra gairebé va esclatar a la primavera de 1914.
Finalment, el segon Tractat de Constantinoble va restablir les relacions entre Sèrbia i l'Imperi Otomà, concloent oficialment les Guerres dels Balcans. Montenegro mai va signar un pacte amb els turcs.

## Conseqüències
Les guerres balcàniques van suposar la supressió definitiva del domini turc sobre els pobles eslaus de la península, així com la fi de la supremacia otomana a la zona, però van deixar un fort descontentament entre els seus participants, que determinaria el partit que prendria cada estat en la Primera Guerra Mundial.
Les guerres balcàniques van posar fi al domini otomà de la península balcànica, excepte l'est de Tràcia i Constantinoble. El règim dels joves turcs no va poder revertir la decadència del seu Imperi, però es va mantenir al poder, establint una dictadura el juny de 1913. Una gran nombre de turcs va fugir de les terres perdudes cap al centre otomà. El 1914, l'Imperi restant va veure augmentar la població en 2,5 milions. Els morts estimats per la guerra van ser 122.000 en el front, 20.000 per les ferides directes i 82.000 per les malalties, segons el demògraf soviètic Boris Urlanis a Voini I Narodo-Nacelenie Europi (1960).
Una qüestió important va ser la partició d’aquests territoris otomans, habitats per grecs, búlgars, aromanesos, serbis, jueus, turcs, albanesos i altres nacionalitats. El nou estat d'Albània es va establir a les terres conquerides per grecs i serbis. Es va demanar als seus exèrcits que marxessin després de l'establiment del nou país. Grècia mai va guanyar l'Epir del Nord i Sèrbia va perdre un ampli litoral a la mar Adriàtica. Aquest acord va satisfer el desig d'Itàlia i Àustria-Hongria de limitar una Sèrbia més gran i més poderosa.
Durant i després de les guerres, la flota grega va demostrar se l'única potència naval a la mar Egea, bloquejant la flota turca a l'interior dels Dardanels. La marina hel·lènica va aconseguir alliberar les illes gregues i augmentar la moral dels grecs. Tanmateix, les poblacions gregues a l'Àsia Menor i al Pont es van enfrontar a la ràbia del règim dels joves turcs, responent a la derrota amb embargaments, exiliats, persecucions i intercanvis de població entre Turquia i Grècia.
| Intercanvis ètnics i expulsions entre 1912 i 1915 |                 |                 |         |
|                                                   | Otomans         | Grecs           | Búlgars |
| Macedònia Grega                                   | 100.000         |                 | 50.000  |
| Macedònia grega i sèrbia                          |                 |                 | 100.000 |
| Tràcia                                            |                 | 150.000–160.000 |         |
| Tràcia Oriental                                   |                 |                 | 51.000  |
| Tràcia Occidental                                 | 40.000–50.000   |                 |         |
| Frontera búlgaro-otomana                          | 47.000          |                 | 49.000  |
| Total                                             | 190.000–200.000 | 150.000–160.000 | 250.000 |